# Naturschutzgebiet Wüstemoor am Blanksee
Koordinaten: 53° 22′ 58,7″ N, 12° 0′ 11,7″ O
Das Naturschutzgebiet Wüstemoor am Blanksee ist ein 80 Hektar umfassendes Naturschutzgebiet in Mecklenburg-Vorpommern. Es befindet sich südlich von Lübz und westlich von Klein Pankow, einem Ortsteil der Gemeinde Siggelkow, und wurde am 7. Juli 1995 ausgewiesen. Der Schutzzweck besteht in Erhalt und Entwicklung einer wiedervernässten Niederung mit Verbindung zur Elde. Die Schutzgebietsflächen umfassen auch einen Teil des Blanksees. Der Gebietszustand wird als gut eingeschätzt, da sich die Flächen nach Stilllegung des Schöpfwerks und dem folgenden Überstau stark im Zustand verbessert haben. Eine Einsichtnahme in das Naturschutzgebiet ist von einem westlich verlaufenden Fußweg möglich.